# Rasmus Mariager
Rasmus Mølgaard Mariager (født 21. august 1971 i Aalborg) er en dansk historiker, dr. phil., og lektor i dansk og europæisk samtidshistorie ved Saxo-Instituttet, Københavns Universitet, der i 2016 blev udpeget af daværende udenrigsminister Kristian Jensen som forskningsleder ved den uvildige udredning af baggrunden for Danmarks militære engagement i Kosovo, Irak og Afghanistan.
Omkring 2009 var han ansat på Institut for Historie, Kultur & Samfundsbeskrivelse, Syddansk Universitet.
Mariager har forfattet I tillid og varm sympati. Dansk-britisk forbindelse og USA under den tidlige kolde krig (2006), var medforfatter på Danmark under den kolde krig. Den sikkerhedspolitiske situation 1945–1991 (2005) og var redaktør på Danskere i krig 1936–1948 (2009).
I tiden fra 2005 til 2009 var han ansat ved PET-Kommissionen og medforfatter på tre bind i dens beretning.
Sammen med to historikerkollegaer fra kommissionsarbejdet udgav han bogen PET: historien om Politiets Efterretningstjeneste fra den kolde krig til krigen mod terror (2009).
Han var i redaktionsgruppen for Gads leksikon Den Kolde Krig og Danmark.
Leksikonet blev udgivet i 2011 og fik en meget blandet modtagelse.
Mariager var redaktør på endnu en aflægger af PET-Kommissions arbejder med bogen Politik, historie og jura. Politisk overvågning i Danmark og Skandinavien under Den Kolde Krig (2012), der blev mindre vel modtaget af anmelderen Henrik Gade Jensen og kaldt "kedeligt opkog af brudstykker",
mens en mere positiv Mogens Rüdiger mente at bogen tjente Mariager til ære da "antologien åbner for en bredere vurdering af kommissionens store arbejde ved at leverer materiale til den evige debat om, hvordan og med hvilke midler demokratiet kan forsvares."
Mariager er landeredaktør af Scandinavian Journal of History.